# Jan Melvil Publishing
Jan Melvil Publishing je české nakladatelství specializující se na výběrovou non-fiction literaturu. Zaměřuje se na témata osobního rozvoje, profesního růstu, zdraví, psychologie a historie. Společnost byla založena v roce 2007 a sídlí v Brně.
Jejím mottem je: „Chceme inspirovat a vzdělávat lidi, aby dokázali díky moudrým rozhodnutím dělat svůj život lepším.“

## Historie
Nakladatelství bylo založeno Tomášem Baránkem a Vítem Šeborem, kteří společnost od počátku vedou. Prvními publikacemi byly výpravné knihy z edice Muzeum v knize. Přestože tento projekt nepřinesl očekávaný komerční úspěch, vedl zakladatele k redefinici jejich zaměření. Prvním výrazně úspěšným titulem se stala kniha Ahoj, tati! a později Mít vše hotovo od Davida Allena, které položily základ zaměření nakladatelství na literaturu osobního rozvoje a celoživotního vzdělávání.
Jako jedno z prvních nakladatelství v České republice začal Jan Melvil Publishing vydávat v roce 2010 také elektronické verze knih ve vlastní produkci. E-knihy vydává nakladatelství současně s těmi papírovými a téměř u každé nově vycházející knihy nahrává také audioverzi.
V roce 2013 nakladatelství vydalo knihu Konec prokrastinace od Petra Ludwiga, která se stala jedním z nejprodávanějších titulů svého druhu v České republice.
Pandemické období v roce 2020 nakladatelství sice způsobilo velké počáteční problémy, avšak díky inovativním strategiím a podpoře ze strany čtenářů firma krizi překonala.
Další růst podpořilo mimo jiné i zaměření na digitální technologie, včetně produkce e-knih, audioknih a vzdělávacích videokurzů pod značkou Vyšší melvilí.

## Aktivity a zaměření
Nakladatelství vydává tištěné knihy, e-knihy a audioknihy, a to jak překladové, tak původní od českých autorů. Jedná obvykle o méně než 20 titulů ročně, přičemž při výběru se klade důraz na vysokou kvalitu obsahu i zpracování. Mezi nejúspěšnější tituly patří například Atomové návyky od Jamese Cleara, Proč spíme od Matthewa Walkera nebo Cirkadiánní kód od Satchina Pandy.
Kromě vydávání knih se Jan Melvil Publishing věnuje i dalším aktivitám:
- Pod značkou Vyšší melvilí pořádá živé webináře s experty na daná témata a vytváří online kurzy inspirované tématy melvilích knih.
- Vedle vlastního vývoje e-knih a audioknih společnost investuje do vlastní aplikace Melvil, která umožňuje mimo jiného i tvorbu vlastních poznámek nebo synchronizované čtení a poslech knih.
- Společnost také vyvíjí specializovaný digitální nástroje pro nakladatele prostřednictvím dceřiné společnosti Servantes, například aplikace Simon pro automatizovanou tvorbu e-knih.

## Edice

### Žádná velká věda
Edice Žádná velká věda obsahuje knihy o osobním růstu. Tituly patří k základům nabídky nakladatelství Jan Melvil Publishing.
| Kniha                                 | Autor                                               | Vydání        |
| ------------------------------------- | --------------------------------------------------- | ------------- |
| Ahoj, tati                            | Mal Peachey                                         | Březen 2008   |
| Mít vše hotovo                        | David Allen                                         | Září 2008     |
| Nápady na ubrousku                    | Dan Roam                                            | Září 2009     |
| Aby vše klapalo                       | David Allen                                         | Listopad 2009 |
| Zen a hotovo                          | Leo Babauta                                         | Květen 2010   |
| Čtyřhodinový pracovní týden           | Timothy Ferriss                                     | Květen 2010   |
| Restart                               | Jason Fried a David Heinemeier Hansson              | Říjen 2010    |
| Nikdy nejez sám                       | Keith Ferrazzi                                      | Prosinec 2010 |
| Nepostradatelní                       | Seth Godin                                          | Květen 2011   |
| Soustředění                           | Leo Babauta                                         | Září 2011     |
| Proměna                               | Chip Heath a Dan Heath                              | Listopad 2011 |
| Jak sbalit ženu 2.0                   | Tomáš Baránek                                       | Listopad 2011 |
| Kopni do té bedny                     | Seth Godin                                          | Květen 2012   |
| Zbraně vlivu                          | Robert B. Cialdini                                  | Srpen 2012    |
| Táta geek                             | Ken Denmead                                         | Listopad 2012 |
| Ticho                                 | Susan Cainová                                       | Prosinec 2012 |
| Začněte s proč                        | Simon Sinek                                         | Červenec 2013 |
| Startup za pakatel                    | Chris Guillebeau                                    | Září 2013     |
| Prodávat je lidské                    | Daniel H. Pink                                      | Listopad 2013 |
| Práce na dálku                        | Jason Fried a David Heinemeier Hansson              | Březen 2014   |
| Lídři jedí poslední                   | Simon Sinek                                         | Leden 2015    |
| Příručka skečnoutingu                 | Mike Rohde                                          | Březen 2015   |
| Od nuly k jedničce                    | Blake Masters, Peter Thiel                          | Červenec 2015 |
| Nastavení mysli                       | Carol Dwecková                                      | Září 2015     |
| Sedm principů spokojeného manželství  | John Gottman                                        | Listopad 2015 |
| Mít vše hotovo (aktualizované vydání) | David Allen                                         | Květen 2016   |
| Nikdy nedělej kompromis               | Chris Voss                                          | Květen 2016   |
| Přednášejte jako na TEDu              | Chris Anderson                                      | Červen 2016   |
| Hluboká práce                         | Cal Newport                                         | Září 2016     |
| Designérem vlastního života           | Bill Burnett, Dave Evans                            | Listopad 2011 |
| Houževnatost                          | Angela Duckworthová                                 | Leden 2017    |
| Sprint                                | Jake Knapp                                          | Březen 2017   |
| Hitmakeři                             | Derek Thompson                                      | Červen 2017   |
| Nauč se to!                           | Peter C. Brown, Henry L. Roediger, Mark A. McDaniel | Srpen 2017    |
| Nastavení mysli (druhé vydání)        | Carol Dwecková                                      | Říjen 2017    |
| Objevte své PROČ                      | Simon Sinek, David Mead, Peter Docker               | Únor 2018     |
| Tak dobří, že vás nepřehlédnou        | Cal Newport                                         | Březen 2018   |
| Radikální otevřenost                  | Kim Scottová                                        | Květen 2018   |
| Kdy                                   | Daniel H. Pink                                      | Červen 2018   |
| Dítě na vlastní pohon                 | William Stixrud, Ned Johnson                        | Leden 2019    |
| Mít vše hotovo pro teenagery          | David Allen, Mike Williams, Mark Wallace            | Květen 2019   |
| Metoda BulletJournal                  | Ryder Carroll                                       | Červen 2019   |
| Jak na sítě                           | Michelle Losekoot, Eliška Vyhnánková                | Říjen 2019    |
| V práci nemusí být blázinec           | Jason Fried, David Heinemeier Hansson               | Říjen 2019    |
| Digitální minimalismus                | Cal Newport                                         | Listopad 2019 |
| Atomové návyky                        | James Clear                                         | Duben 2020    |
| Rozcházení                            | Katherine Woodward Thomasová                        | Květen 2020   |
| Navždy plynule                        | Gabriel Wyner                                       | Červen 2020   |
| HOT                                   | Filip Dřímalka                                      | Červenec 2020 |
| Pravidlo žádných pravidel             | Reed Hastings, Erin Meyerová                        | Listopad 2020 |
| Mít vše hotovo v praxi                | David Allen, Brandon Hall                           | Leden 2021    |
| Alchymie                              | Rory Sutherland                                     | Červen 2021   |
| Nekonečná hra                         | Simon Sinek                                         | Červen 2021   |
| Zamilujte se do angličtiny            | Bronislav Sobotka                                   | Září 2021     |
| Jak si dělat chytré poznámky          | Sönke Ahrens                                        | Říjen 2021    |
| Bystřejší mozek                       | Sanjay Gupta                                        | Únor 2022     |
| Hry, sítě, porno                      | Michaela Slussareff                                 | Duben 2022    |
| Ještě to promysli                     | Adam Grant                                          | Červen 2022   |
| Handmade byznys                       | Hana Konečná                                        | Září 2022     |
| Cirkadiánní kód proti cukrovce        | Satchin Panda                                       | Listopad 2022 |
| Čtyři tisíce týdnů                    | Oliver Burkeman                                     | Prosince 2022 |
| Geniální potraviny                    | Max Lugavere                                        | Leden 2023    |
| Nové zbraně vlivu                     | Robert B. Cialdini                                  | Únor 2023     |
| Férová práce                          | Kim Scott                                           | Duben 2023    |
| Pořiďte si druhý mozek                | Tiago Forte                                         | Květen 2023   |
| Šťastnější                            | Cassie Holmes                                       | Září 2023     |
| Sport je bolest                       | Michal Novotný                                      | Listopad 2023 |
| Zhluboka se nadechni                  | Elissa Epel                                         | Únor 2024     |
| Autismus bez masky                    | Devon Price                                         | Březen 2024   |
| Stvořeni k pohybu                     | Juliet Starrett, Kelly Starrett                     | Duben 2024    |
| 30 hodin                              | Dalibor Pulkert                                     | Květen 2024   |
| Skrytý potenciál                      | Adam Grant                                          | Květen 2024   |
| Už žádné drama                        | Nedra Glover Tawwab                                 | Srpen 2024    |
| Váš kapesní terapeut                  | Annie Zimmerman                                     | Září 2024     |
| Pomalá produktivita                   | Cal Newport                                         | Prosinec 2024 |

### Pod povrchem
V této edici se vydávají populárně naučné knihy od světových vědců.
| Kniha                              | Autor                                                  | Vydání        |
| ---------------------------------- | ------------------------------------------------------ | ------------- |
| Odhalené emoce                     | Paul Ekman                                             | Srpen 2012    |
| Myšlení, rychlé a pomalé           | Daniel Kahneman                                        | Listopad 2012 |
| Pozornost                          | Daniel Goleman                                         | Září 2014     |
| Vzkvétání                          | Martin Seligman                                        | Říjen 2014    |
| Druhý věk strojů                   | Andrew McAfee, Erik Brynjolfsson                       | Březen 2015   |
| Příběh lidského těla               | Daniel Lieberman                                       | Červen 2016   |
| Superprognózy                      | Philip E. Tetlock                                      | Září 2016     |
| Před-svědčování                    | Robert B. Cialdini                                     | Prosinec 2016 |
| Život samá pohroma                 | Jon Kabat-Zinn                                         | Prosinec 2016 |
| Na volné noze                      | Robert Vlach                                           | Březen 2017   |
| Obsahuji davy                      | Ed Yong                                                | Duben 2017    |
| Algoritmy pro život                | Brian Christian, Tom Griffiths                         | Listopad 2017 |
| Proč spíme                         | Matthew Walker                                         | Červen 2018   |
| WTF?                               | Tim O'Reilly                                           | Srpen 2018    |
| Faktomluva                         | Hans Rosling, Ola Rosling, Anna Roslingová Rönnlundová | Září 2018     |
| Kód života                         | Robert Plomin                                          | Březen 2020   |
| Stát se investorem                 | Mikuláš Splítek                                        | Červenec 2020 |
| Chystáte se udělat strašnou chybu! | Olivier Sibony                                         | Září 2020     |
| Konec stárnutí                     | David Sinclair                                         | Říjen 2020    |
| Tělo sčítá rány                    | Bessel van der Kolk                                    | Květen 2021   |
| Proč spíme (druhé vydání)          | Matthew Walker                                         | Vyjde 2021    |
| Jak zabránit klimatické katastrofě | Bill Gates                                             | Červenec 2021 |
| Šum                                | Daniel Kahneman, Olivier Sibony, Cass R. Sunstein      | Listopad 2021 |
| Bible vagíny                       | Jen Gunter                                             | Leden 2022    |
| Manifest menopauzy                 | Jen Gunter                                             | Říjen 2022    |
| Mýty a naděje digitálního světa    | Patrick Zandl                                          | Listopad 2022 |
| Zázračná imunita                   | Matt Richtel                                           | Březen 2023   |
| Jak zabránit další pandemii        | Bill Gates                                             | Červen 2023   |
| Přežít                             | Peter Attia                                            | Listopad 2023 |
| Sladkobol                          | Susan Cain                                             | Květen 2024   |
| Ultrazpracovaní lidé               | Chris van Tulleken                                     | Červen 2024   |
| Není to konec světa                | Hannah Ritchie                                         | Říjen 2024    |
| Proč sníme                         | Rahul Jandial                                          | Listopad 2024 |

### H!story
Taje minulosti jako nejlepší příprava na budoucnost.
Edice věnující se historii.
| Kniha                       | Autor                           | Vydání        |
| --------------------------- | ------------------------------- | ------------- |
| Svět, který skončil včera   | Jared Diamond                   | Květen 2014   |
| Rozvrat                     | Jared Diamond                   | Únor 2020     |
| Napoleonův voják            | Jiří Kovařík                    | Březen 2020   |
| Vzpoura proti globalizaci   | Nadav Eyal                      | Listopad 2020 |
| Hardcore historie           | Dan Carlin                      | Duben 2021    |
| Temné počátky českých dějin | Jindřich Kačer                  | Říjen 2021    |
| Zrození Evropanů            | Johannes Krause a Thomas Trappe | Září 2022     |
| Úsvit všeho                 | David Graeber a David Wengrow   | Leden 2024    |
| Wager                       | David Grann                     | Říjen 2024    |
| Krvavý úterek               | Dušan Uhlíř                     | Listopad 2024 |

### Hvězdy
Edice se věnuje příběhům osobností i firemních gigantů, kteří změnili svět.
| Kniha               | Autor                             | Rok vydání    |
| ------------------- | --------------------------------- | ------------- |
| Elon Musk           | Ashlee Vance                      | Listopad 2015 |
| Nástroje titánů     | Timothy Ferriss                   | Listopad 2017 |
| Velká kniha fuckupů | Ivan Brezina,Tomáš Studeník       | Listopad 2018 |
| Zlá krev            | John Carreyrou                    | Říjen 2019    |
| Spotify             | Sven Carlsson, Jonas Leijonhufvud | Březen 2021   |
| Válka o Uber        | Mike Isaac                        | Duben 2021    |

### Fit&Food
Zabývá se publikacemi o stravování a životním stylu.
| Kniha                                | Autor                              | Rok vydání    |
| ------------------------------------ | ---------------------------------- | ------------- |
| Čtyřhodinové tělo                    | Timothy Ferriss                    | Prosinec 2011 |
| Z hubeňoura tlouštíkem a zase zpátky | Bradley Ryan Pierce a Drew Manning | Květen 2013   |
| Čtyřhodinový šéfkuchař               | Timothy Ferriss                    | Listopad 2013 |
| Jídlo na prvním místě                | Melissa Hartwigová, Dallas Hartwig | Únor 2014     |
| Dobře živeni                         | Melissa Joulwan                    | Listopad 2014 |
| Whole30                              | Melissa Hartwigová, Dallas Hartwig | Listopad 2015 |
| Zdravá střeva                        | Justin a Erica Sonnenburgovi       | Únor 2016     |
| Jídlo na prvním místě (druhé vydání) | Melissa Hartwigová, Dallas Hartwig | Červen 2017   |
| Svoboda v jídle jednou provždy       | Melissa Hartwigová                 | Září 2016     |
| Kompletní průvodce půstem            | Jason Fung, Jimmy Moore            | Listopad 2018 |
| Deník Whole30                        | Melissa Hartwigová                 | Březen 2019   |
| Cirkadiánní kód                      | Satchin Panda                      | Listopad 2020 |

### Briquet
V této edici vycházejí publikace ve čtvercovém formátu.
| Kniha                              | Autor                                 | Rok vydání    |
| ---------------------------------- | ------------------------------------- | ------------- |
| Kraď jako umělec                   | Austin Kleon                          | Říjen 2012    |
| Konec prokrastinace                | Petr Ludwig                           | Květen 2013   |
| Ukaž, co děláš!                    | Austin Kleon                          | Říjen 2014    |
| Válka umění                        | Steven Pressfield                     | Říjen 2017    |
| Radost z ticha                     | Erling Kagge                          | Leden 2018    |
| Hacknutá čeština                   | Martin Kavka, Michal Škrabal          | Říjen 2018    |
| Technika Pomodoro                  | Francesco Cirillo                     | Duben 2019    |
| Jeď dál                            | Austin Kleon                          | Září 2019     |
| Bulbem záchranáře                  | Vít Samek                             | Červen 2020   |
| Uč jako umělec                     | Robert Čapek                          | Říjen 2020    |
| Restart kreativity                 | René Nekuda                           | Říjen 2020    |
| 365 anglických cool frází a výrazů | Bronislav Sobotka                     | Září 2021     |
| Nedělní párty s Picassem           | Silvie Šeborová                       | Listopad 2021 |
| Neštěkej na svého psa              | Tomáš Nushart                         | Říjen 2022    |
| Let your English September         | Bronislav Sobotka                     | Srpen 2023    |
| Vitamín L                          | John Gottman a Julie Schwartz Gottman | Listopad 2023 |

### Ostatní
- (literatura pro děti a jejich rodiče s důrazem na výtvarné zpracování a populárně-naučnou literaturu se zaměřením na historii; např. Broučci či knihy o Monetovi a bitvách roku 1916 – Verdun a Somma)